# Chile na Letnich Igrzyskach Olimpijskich 1976
Chile na Letnich Igrzyskach Olimpijskich 1976, reprezentowane było przez 7 sportowców (tylko mężczyźni). Był to 14. start reprezentacji w historii letnich igrzysk olimpijskich.

## Reprezentanci

### Kolarstwo
Mężczyźni
- Richard Tormen
  - sprint - odpadł w eliminacjach
  - 1 km ze startu zatrzymanego - 16. miejsce

- Fernando Vera
  - 4 km na dochodzenie  - 18. miejsce

### Lekkoatletyka
Mężczyźni
- Edmundo Warnke
  - bieg na 5000 - odpadł w eliminacjach
  - bieg na 10000 - odpadł w eliminacjach

### Strzelectwo
Mężczyźni
- Hugo Dufey
  - trap - 32. miejsce

- Antonio Yaqigi
  - skeet - 44. miejsce

- Antonio Handal
  - skeet - 59. miejsce

### Szermierka
Mężczyźni
- Juan Inostroza
  - szabla indywidualnie - 57. miejsce